# Indiana Evans
Indiana Rose Evans (født 27. juli 1990) er en australsk skuespiller bedst kendt for hendes rolle som Matilda Hunter i sæbeoperaen Home and Away og som Isabella "Bella" Hartley i børneshowet H2O: Just Add Water.

## Filmografi
- All Saints (2003)
- Snobs (2003-2004)
- Home and Away (2004-2008)
- The Strip (2008)
- Burden (2008)
- At the Tattoist (2008)
- A Model Daughter: The Killing of Caroline Byrne (2009)
- H2O: Just Add Water (2009-2010)
- Artic Blast (2010)
- Cops L.A.C (2010)
- Crownies (2011-)
- Blue Lagoon: The Awakening (2012)
- Janet King (2013)

H2O: Just Add Water 2011 Soundtrack

## Track listing
| Nr. | Titel                                         | Længde |
| --- | --------------------------------------------- | ------ |
| 1.  | "No Ordinary Girl"                            | 2:58   |
| 2.  | "Work It Out"                                 | 3:46   |
| 3.  | "Come Back to You"                            | 3:16   |
| 4.  | "I Believe"                                   | 3:06   |
| 5.  | "If You Could Stay"                           | 3:02   |
| 6.  | "I Don't Mind"                                | 2:46   |
| 7.  | "Who Am I"                                    | 3:35   |
| 8.  | "Now or Never"                                | 3:09   |
| 9.  | "I'm the Kinda Girl"                          | 3:00   |
| 10. | "Pretty Baby"                                 | 2:50   |
| 11. | "Your Everything"                             | 3:15   |
| 12. | "No Ordinary Girl" (You-sing-it/Instrumental) | 2:56   |